# الموريتاني (فلم)
الموريتاني (بالإنجليزية: The Mauritanian) فيلم إثارة بريطاني أمريكي قانوني من إخراج كيفن ماكدونالد، ومن سيناريو وتأليف إم. ترافن، وروري هينز وسهراب نوشيرفاني. الفيلم من بطولة جودي فوستر وطاهر رحيم وشايلين وودلي وبنديكت كومبرباتش. تقرر إصدار الفيلم في الولايات المتحدة في 19 فبراير 2021.

## طاقم التمثيل
- جودي فوستر: في دور نانسي هولاندر
- طاهر رحيم: في دور محمدو ولد صلاحي
- شايلين وودلي: في دور تيري دنكان
- بيندكت كامبرباتش: في دور اللفتنانت كولونيل ستيوارت كوتش
- زكاري ليفي: في دور نيل باكلاند
- سامر عثماني: في دور أرجون
- لانجلي كيركوود: في دور الرقيب ساندز
- كوري جونسون: في دور بيل سيدل
- دافيد فين: في دور كنت
- ماثيو مارش: في دور الجنرال ميلر
- مينا رايان: في دور وفاء
- أندريه جاكوبس: في دور القاضي روبرتسون
- روبرت هوبز: في دور الكابتن كولينز
- ستيفيل مارك: في دور بولسون
- دارون ماير: في دور بوب[2]

## ملخص أحداث الفيلم
يسرد الفيلم قصة محمدو ولد صلاحي (رحيم)، الذي اعتقلته الحكومة الأمريكية ويقبع في معتقل غوانتانامو دون تهمة أو محاكمة. بعد أن فقد كل الأمل، وجد صلاحي حلفاء في محامية الدفاع نانسي هولاندر (فوستر) وشريكتها تيري دنكان (وودلي). يواجهون معًا عقبات لا حصر لها في سعي يائس لتحقيق العدالة. دفاعهم المثير للجدل، جنبًا إلى جنب مع الأدلة التي كشف عنها المدعي العسكري، اللفتنانت كولونيل ستيوارت كوتش (كومبرباتش)، يكشف في النهاية عن مؤامرة مروعة وبعيدة المدى.

## الإنتاج
تم الإعلان عن الفيلم في نوفمبر 2019. وقع الإنتاج مع كيفن ماكدونالد كمخرج، ومع بنديكت كومبرباتش وجودي فوستر وطاهر رحيم وشايلين وودلي للتمثيل. بدأ التصوير في 2 ديسمبر في جنوب إفريقيا، وفي ديسمبر 2019، انضم زكاري ليفي إلى فريق عمل الفيلم.
كان الفيلم يُعرف في الأصل باسم «السجين 760»، قبل أن يوصف بأنه بلا عنوان، ولكن في نوفمبر 2020، تم الكشف عن العنوان النهائي وهو «الموريتاني».
تقرر ان يُعرض الفيلم في الولايات المتحدة في 19 فبراير 2021.

## الترشيحات
ترشح الفيلم لجوائز دائرة نقاد لندن:(بالإنجليزية: London Film Critics' Circle Awards)
- أفضل فيلم للعام
- أفضل إخراج «كيفن ماكدونالد»
- أفضل ممثل «طاهر رحيم»[7][8]

## وصلات خارجية
- مقالات تستعمل روابط فنية بلا صلة مع ويكي بيانات